# Problem pronalaženja zvezde
Problem pronalaženja zvezde je problem identifikacije zvezde u nekom skupu koji na osnovu postavljanja pitanja (Uz pretpostavku da sve osobe odgovaraju istinito na pitanja) određuje da li je neka osoba zvezda ili nije.
Konkretno, za osobu A kažemo da je zvezda ukoliko u nekom skupu S sve osobe poznaju osobu A, a osoba A ne poznaje ni jednu drugu osobu. Pitanja su tipa: "Izvinite, da li poznajete onu osobu?". Cilj je minimizovati broj postavljenih pitanja. Neka u skupu S ima N osoba, tada imamo N(N-1)/2 parova, pa je u najgorem slučaju potrebno postaviti N(N-1) pitanja, ako se pitanja postavljaju bez neke strategije.
Preformulisano, problem se može posmatrati grafovski. Formiramo usmereni graf sa čvorovima koji odgovaraju osobama, u kome grana od osobe A ka osobi B postoji ako A poznaje B. Zvezda odgovara ponoru grafa, čvoru u koji ulazi n − 1 grana, a iz koga ne izlazi ni jedna grana. Jasno je da graf može imati najviše jedan ponor. Ulaz problema se opisuje n × n matricom povezanosti M, čiji elemenat Mij je jednak 1 ako osoba i poznaje osobu j, odnosno 0 u protivnom; dijagonalni elementi su jednaki nuli.

## Problem

### Definicija problema
Data je n×n matrica povezanosti M. Ustanoviti da li postoji indeks i, takav da su u M svi elementi i-te kolone (sem i-tog) jednaki 1, i da su svi elementi i-te vrste jednaki 0.

### Opis rešenja
Bazni slučaj sa dve osobe je jednostavan. Posmatrajmo kao i obično razliku između problema sa n − 1 osobom i problema sa n osoba. Pretpostavljamo da znamo da pronađemo zvezdu među prvih n − 1 osoba indukcijom. Pošto može da postoji najviše jedna zvezda, postoje tri mogućnosti:
1. zvezda je jedna od prvih n − 1 osoba;
2. zvezda je n-ta osoba;
3. zvezda ne postoji.

Prvi slučaj je najjednostavniji: treba samo proveriti da li n-ta osoba poznaje zvezdu, odnosno da li je tačno da zvezda ne poznaje n-tu osobu. Preostala dva slučaja su teža, jer da bi se proverilo da li je n-ta osoba zvezda, treba postaviti 2(n − 1) pitanja. Ako postavimo 2(n − 1) pitanja u n-tom koraku, onda će ukupan broj pitanja biti n(n − 1), što hoćemo da izbegnemo.
Ideja je da se problem posmatra "unazad". Pošto je teško identifikovati zvezdu, pokušajmo da pronađemo osobu koja nije zvezda: u svakom slučaju, broj ne-zvezda mnogo je veći od broja zvezda. Ako eliminišemo nekoga iz razmatranja, paramentar n koji definiše veličinu problema smanjuje se na n−1. Pri tome uopšte nije bitno koga ćemo eliminisati! Pretpostavimo da osobu A pitamo da li poznaje osobu B. Ako A poznaje B, onda A nije zvezda, a ako pak A ne poznaje B, onda B nije zvezda. U oba slučaja se jedna osoba eliminiše postavljanjem samo jednog pitanja!
Ako se sada vratimo na tri moguća slućaja pri prelasku sa n − 1 na n, vidimo da je novost u tome da n-tu osobu ne biramo proizvoljno. Eliminacijom osobe A ili B problem svodimo na slučaj sa n−1 osobom, pri čemu smo sigurni da do slučaja 2. neće doći, jer eliminisana osoba ne može biti zvezda. 
Ako je nastupio slučaj 3, odnosno nema zvezde među prvih n − 1 osoba, onda nema zvezde ni među svih n osoba. Ostaje prvi slučaj, koji je lak: ako među prvih n − 1 osoba postoji zvezda, onda se sa dva dopunska pitanja može proveriti da li je to zvezda i za kompletan skup. Ako nije, onda nema zvezde.
Algoritam se sastoji u tome da pitamo osobu A da li poznaje osobu B i eliminišemo ili osobu A ili osobu B, zavisno od dobijenog odgovora. Neka je eliminisana npr. osoba A. Indukcijom (rekurzivno) se pronalazi zvezda među preostalih n − 1 osoba. Ako među njima nema zvezde, rešavanje je završeno. U protivnom, proverava se da li je tačno da A poznaje zvezdu, a da zvezda ne
poznaje A.

### Složenost
Vremenska složenost algoritma je O(n). 
Preciznije: Postavlja se najviše 3(n − 1) pitanja: n − 1 pitanja u prvoj fazi da bi se eliminisala n − 1 osoba, i najviše 2(n − 1) pitanja za proveru da li je preostali kandidat zvezda. Takođe, primetimo da veličina ulaza nije n, nego n(n − 1), tj. broj elemenata matrice. 

### Implementacija algoritma u C-u
```
Algoritam
 
Superstar
(
Poznaju
)

ulaz
:
 
Poznaju
 
(
n
*
n
 
matrica
 
ˇciji
 
elementi
 
su
:

Poznaju
[
i
][
j
]
=
1
,
 
ako
 
osoba
 
i
 
poznaje
 
osobu
 
j

Poznaju
[
i
][
j
]
=
0
,
 
ako
 
osoba
 
i
 
ne
 
poznaje
 
osobu
 
j
 
,
 
gde
 
i
,
j
=
1.
.
n
 
)

izlaz
:
 
Superstar
 
(
njegova
 
vrednost
,
 
ako
 
postoji
 
ili
 
0
,
 
ako
 
ne
 
postoji
)

{

  
i
=
1
;
 
/*osoba A*/

  
j
=
2
;
 
/*osoba B*/

  
Sled
=
3
;
 
/*sledeci koji ce se proveravati*/

  
/*prva faza*/

  
while
 
(
Sled
 
<=
n
+
1
)

    
{

      
if
 
(
Poznaju
[
i
][
j
]
==
1
)

	
i
=
Sled
;
 
/*i nije superstar, eliminacija*/

      
else

	
j
=
Sled
;
 
/*j nije superstar, eliminacija*/

      
Sled
=
Sled
+
1
;

    
}

  
/*nakon izlaska iz petlje ili je i=n+1 ili je j=n+1 */

  
if
 
(
i
==
n
+
1
)

    
kandidat
=
j

  
else

    
kandidat
=
i

      
/*druga faza*/

  
Jeste
=
1
;
 
/*1 ako kandidat jeste superstar*/

  
k
=
1
;
 
/*osoba iz skupa*/

  
while
 
(
 
(
Jeste
==
1
)
 
&&
 
(
k
 
<=
n
)
 
)

    
{

      
if
 
(
Poznaju
[
kandidat
,
k
]
==
1
)

	
Jeste
=
0
;
 
/*kandidat nije superstar*/

      
if
 
(
Poznaju
[
k
,
kandidat
]
==
0
 
&&
 
k
!=
kandidat
)

	
Jeste
=
0
;
 
/*kandidat nije superstar*/

      
k
=
k
+
1
;

    
}

  
if
 
(
Jeste
==
1
)

    
Superstar
=
kandidat

    
else

      
Superstar
=
0
;
 
/*nema superstar-a*/

  
return
 
superstar

}

```

## Spoljašnje veze
- c implementacija problema zvezde Архивирано на веб-сајту  (19. јануар 2015)